# Livro Sem Palavras

O Livro Sem Palavras é um livro evangelístico cristão . As evidências apontam para que tenha sido inventado pelo famoso pregador batista Charles Haddon Spurgeon, em uma mensagem dada em 11 de janeiro de 1866, a várias centenas de órfãos sobre o Salmo 51:7 "Lava-me, e ficarei mais branco que a neve."  É chamado de "livro", porque geralmente é representado por páginas, embora possa ser apresentado em uma única página ou banner.

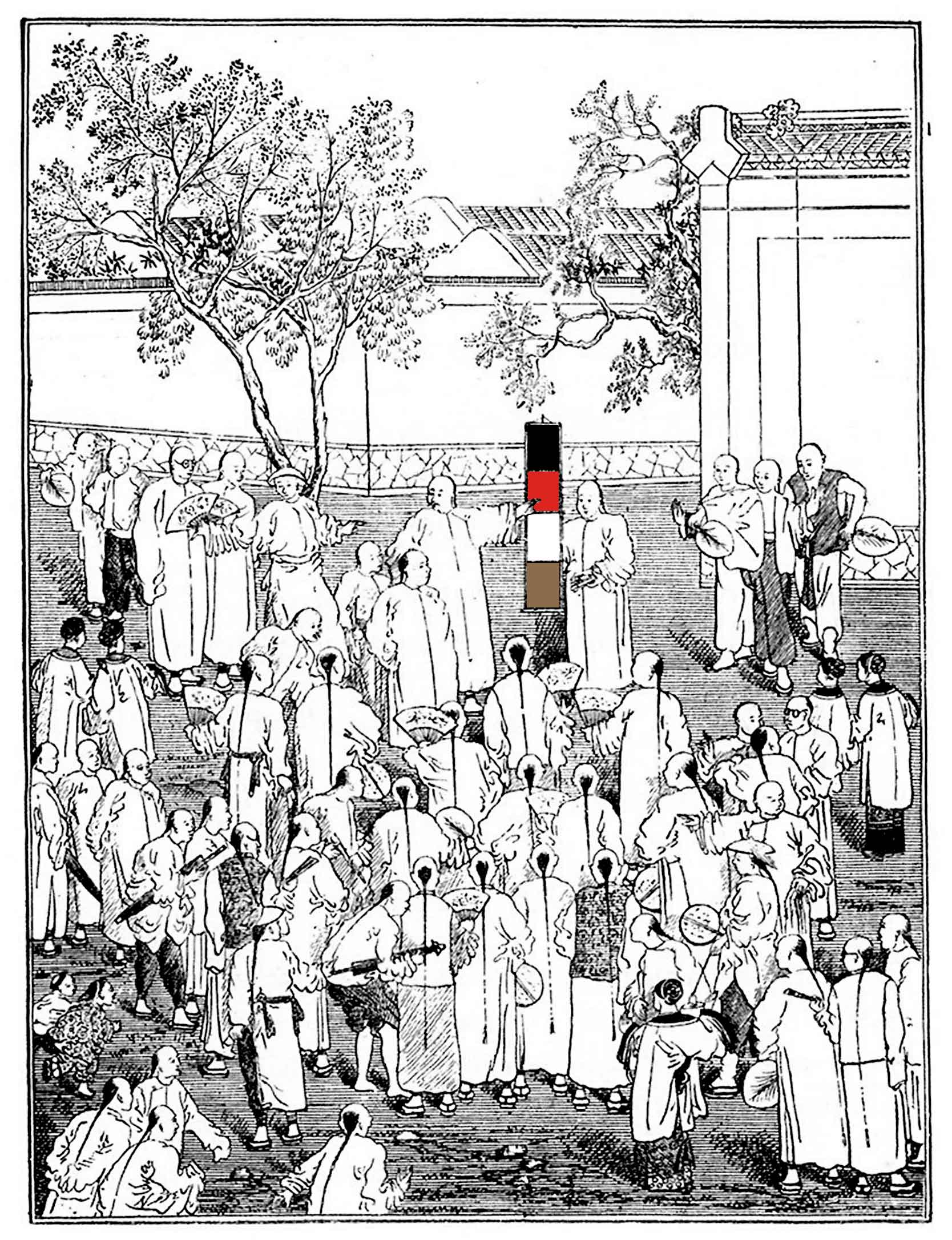
Pregação ao ar livre na China usando o Livro Sem Palavras

O livro é composto por vários blocos de cores sólidas que, em sequência, representam um catecismo não-verbal sobre os ensinamentos cristãos básicos para a instrução de crianças, analfabetos ou pessoas de diferentes culturas.  A apresentação do livro pretende ser uma experiência verbal, entretanto, fornecendo ao “leitor” uma dica visual para expor a doutrina cristã extemporaneamente ou em situações improvisadas .

## Variações do tema
O conceito de Spurgeon continha apenas três cores: “a primeira era o preto, a segunda era o vermelho e a terceira era o branco puro”.
- preto : representando o estado pecaminoso da humanidade por natureza.
- vermelho : representando o sangue de Jesus .
- branco : representando a justificação perfeita que Deus deu aos crentes através do sacrifício expiatório de Jesus Cristo, seu Filho, geralmente referido como a página limpa.

Por volta de 1880, o livro estava sendo amplamente utilizado no evangelismo entre orfanatos, escolas dominicais e em missões transculturais.
Versões diferentes surgiram quando Dwight Lyman Moody adicionou outra cor: dourado (depois do branco) – representando o Céu – em 1875.  Hudson Taylor e os missionários da Missão para o Interior da China usaram a versão em quatro cores na pregação ao ar livre e no evangelismo individual. Tem sido usado por missionários e professores como Jennie Faulding Taylor, Amy Carmichael, Fanny Crosby (que era cega), e atualmente pela moderna Aliança Pró-Evangelização das Crianças, que adicionou uma quinta cor: verde (entre o branco e o dourado) - representando a necessidade de crescer em Cristo após a salvação . Alguns batistas modernos acrescentam uma sexta cor: azul (entre o branco e o verde) – representando o batismo, etc. O azul também pode representar a fé, colocado entre o vermelho e o branco.
|          | pecado | expiação | justificação | batismo | crescimento | paraíso |
| -------- | ------ | -------- | ------------ | ------- | ----------- | ------- |
| Spurgeon | ✗      | ✗        | ✗            |         |             |         |
| Moody    | ✗      | ✗        | ✗            |         |             | ✗       |
| APEC     | ✗      | ✗        | ✗            |         | ✗           | ✗       |
| Batistas | ✗      | ✗        | ✗            | ✗       | ✗           | ✗       |

## Formas diferentes
Livros sem palavras foram colocados em vários formatos para fácil uso e inserção em situações cotidianas. Entre eles estão pulseiras de salvação e diversos equipamentos esportivos, incluindo bolas de futebol, basquete, vôlei e faixas de artes marciais.